# Аккурганський район
Аккурганський район (узб. Oqqoʻrgʻon tumani, Оққўрғон тумани) — адміністративна одиниця в Ташкентській області Узбекистану. Адміністративний центр — місто Аккурган.

## Історія
Аккурганський район утворено в 1935 році. У 1938 році він увійшов до складу Ташкентської області.

## Адміністративно-територіальний поділ
Станом на 1 січня 2011 року до складу району входять:
- Місто:

1. Аккурган

- 2 міських селища:

1. Алімкент,
2. Хамзаабад.

- 10 сільських сходів громадян:

1. Айтамгалі,
2. Аккурган,
3. Аччі,
4. Дустлик,
5. Зарбдар,
6. Зафар,
7. Таштугай,
8. Шохрухія,
9. Елтамгали,
10. Еркінлік.